# AaPanel
aaPanel（在中国大陆也被称为宝塔面板）是一个用于管理 Linux 服务器的 网页托管控制面板，由中国的 aaPanel Network Technology Co., Ltd. 开发。该软件提供图形界面，用于配置网站、数据库、邮件服务和 SSL 证书等常见的托管功能。

## 历史
aaPanel 于 2014 年首次发布，旨在为服务器管理员提供简化管理流程的解决方案。2020 年，该软件被列入 DigitalOcean Marketplace，供用户在云端环境中快速部署使用。
在 2023 年，欧洲托管服务商 PQ Hosting 对该控制面板进行了简要介绍和使用指南，强调其自动化功能和开源插件支持。
独立博主 G. Kibria 于 2024 年发布了一篇文章，从开发者角度对 aaPanel 的功能和使用体验进行了分析。
根据官网数据，截至 2025 年，aaPanel 已在全球超过 360 万台服务器上部署。

## 功能
aaPanel 支持一键安装 LAMP 或 LNMP 环境，配置网站与数据库，启用 Let's Encrypt SSL 证书，并设有计划任务和插件支持（如 Docker 和 Fail2ban）。界面支持多种语言，包括中文、英文和西班牙文。

## 外部评价
- DigitalOcean Marketplace[2]
- PQ Hosting 简介[3]
- G. Kibria 的技术博客[4]